# 信濃木崎駅
信濃木崎駅（しなのきざきえき）は、長野県大町市平木崎にある、東日本旅客鉄道（JR東日本）大糸線の駅である。駅番号は「21」。

## 歴史
- 1929年（昭和4年）9月25日：国鉄大糸南線の信濃大町駅 - 簗場駅間が開通し、開業[2]。旅客・貨物の取り扱いを開始。
- 1957年（昭和32年）8月15日：中土駅 - 小滝駅間が開通して全線開通し、大糸線と改称[2]。
- 1959年（昭和34年）7月17日：信濃大町駅 - 信濃四ッ谷駅（現・白馬駅）間を電化[3]。
- 1971年（昭和46年）1月30日：貨物の取り扱いを廃止[4]。
- 1983年（昭和58年）3月25日：荷物の扱いを廃止し[新聞 1]、駅員無配置駅となる[1][新聞 2]。
- 1987年（昭和62年）4月1日：国鉄分割民営化に伴い、東日本旅客鉄道（JR東日本）の駅となる[5]。
- 1999年（平成11年）12月28日：新駅舎が竣工[新聞 3]。
- 2014年（平成26年）
  - 11月22日：長野県神城断層地震により、信濃大町駅 - 糸魚川駅間を23日まで運休[新聞 4]。
  - 11月25日：信濃大町駅 - 白馬駅間の運転を再開[新聞 5]。
  - 12月7日：白馬駅 - 南小谷駅間の運転を再開を再開し、大糸線の全線が復旧[新聞 6]。

## 駅構造
相対式ホーム2面2線を有する地上駅である。互いのホームは構内踏切で連絡している。
信濃大町駅管理の無人駅である。トイレは設置されていない。駅舎内に設置されていたが閉鎖され、現在はあらかじめ列車内で済ますか、木崎湖畔の公衆トイレを使用する旨の掲示が待合室になされている（木崎湖畔の公衆トイレまで徒歩で5分かかる）。

### のりば
| 番線   | 路線    | 方向 | 行先       |
| ------ | ------- | ---- | ---------- |
| 駅舎側 | ■大糸線 | 下り | 南小谷方面 |
| 反対側 | ■大糸線 | 上り | 松本方面   |

※案内上ののりば番号は設定されていない。

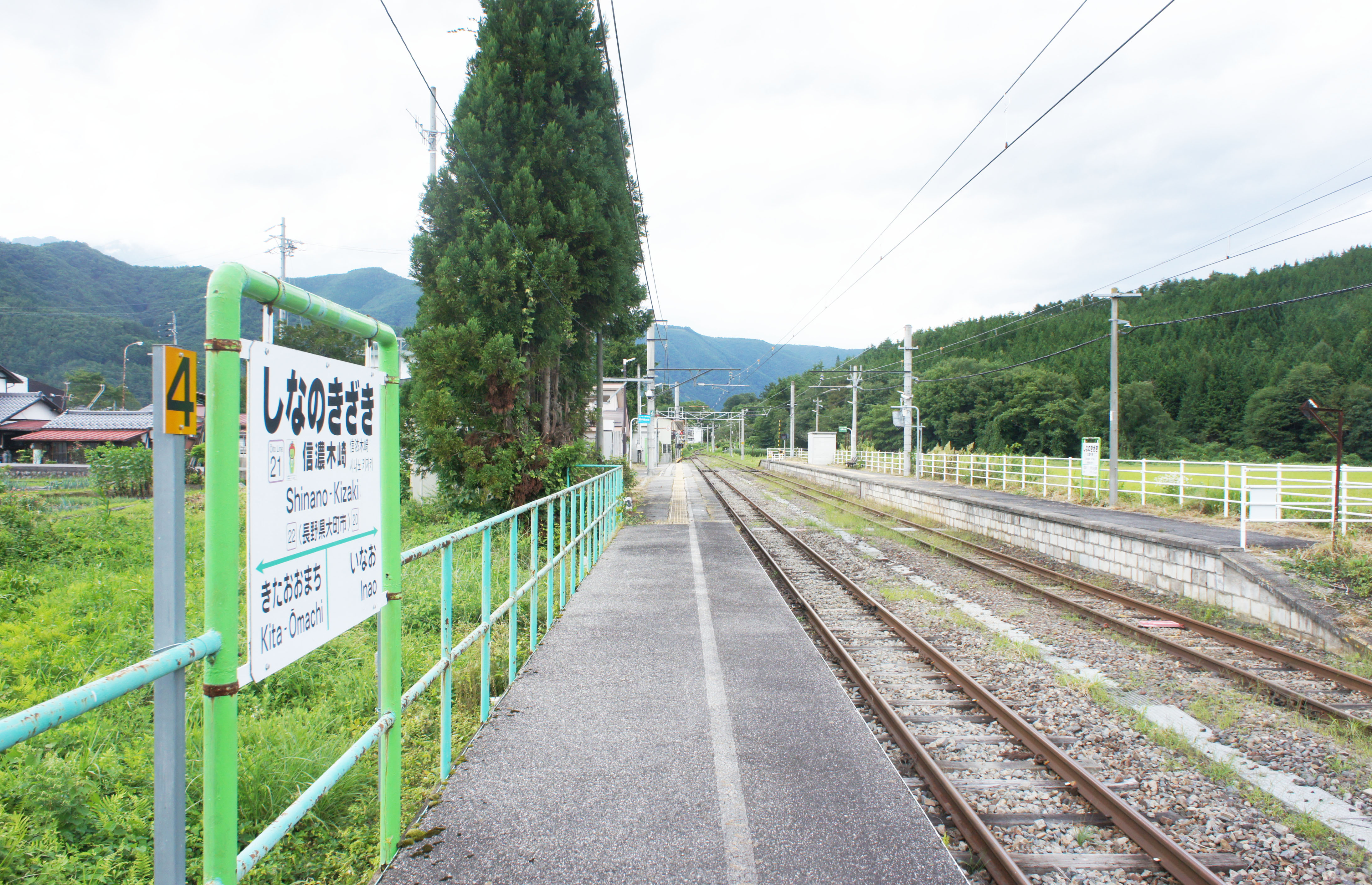
ホーム（2021年8月）
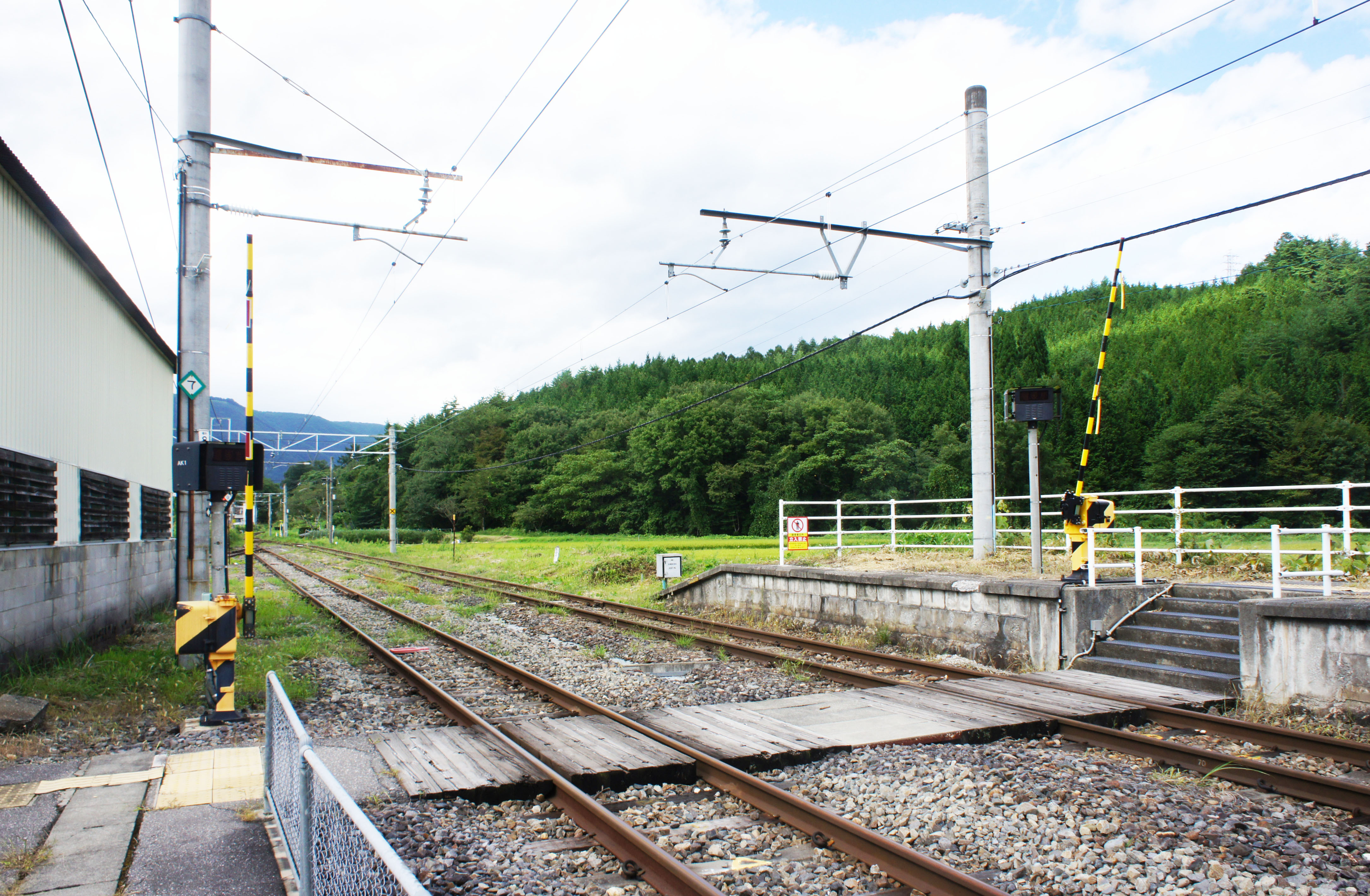
構内踏切（2021年8月）

## 利用状況
「長野県統計書」によると、2007年度（平成19年度）、2009年度（平成21年度）- 2011年度（平成23年度）の1日平均乗車人員の推移は以下のとおりであった。
| 乗車人員推移       | 乗車人員推移     | 乗車人員推移 |
| 年度               | 1日平均 乗車人員 | 出典         |
| ------------------ | ---------------- | ------------ |
| 2007年（平成19年） | 24               | [ 1 ]        |
| 2009年（平成21年） | 22               | [ 1 ]        |
| 2010年（平成22年） | 29               | [ 8 ]        |
| 2011年（平成23年） | 39               | [ 9 ]        |

## 駅周辺
木崎湖観光の中心駅として利用が盛んであったが、マイカーの普及などにより乗降客が減少。駅員無配置駅となった。
- 木崎湖[1]
- 木崎湖トンネル
- 木崎湖温泉ゆ～ぷる木崎湖[1]
- だるまや本店
- 星湖亭
- 国道148号[6]
- 大町市民バス「木崎」停留所 - 平（青木方面）コース[10]

## 隣の駅
東日本旅客鉄道（JR東日本）
■大糸線
快速（上り1本のみ停車） 
信濃大町駅 (23) ← 信濃木崎駅 (21)  ← 簗場駅 (18)
普通
北大町駅 (22) - 信濃木崎駅 (21)  - 稲尾駅 (20)

### 報道発表資料
1. 1 2  『大糸線に「駅ナンバー」を導入します』（PDF）（プレスリリース）東日本旅客鉄道長野支社、2016年12月7日。オリジナルの2016年12月8日時点におけるアーカイブ。2016年12月8日閲覧。

### 新聞記事
1. ↑  「日本国有鉄道公示第242号」『官報』第16840号1983年3月24日。
2. ↑  「「通報」●大糸線島内駅ほか8駅の駅員無配置について（旅客局）」『鉄道公報』日本国有鉄道総裁室文書課、1983年3月24日、2面。
3. ↑  「JR信濃木崎駅 駅舎の新築工事、完成 コンパクト化計画で」『信濃毎日新聞』信濃毎日新聞社、1999年12月29日、16（朝刊）。
4. ↑  “41人けが、全壊34棟 長野北部地震、余震70回に”. 中日新聞 (中日新聞社). (2014年11月24日)
5. ↑  “長靴姿で登校、大糸線が一部再開 県神城断層地震”. 中日新聞 (中日新聞社). (2014年11月26日)
6. ↑  “JR大糸線、全線復旧 15日ぶり、高校生ら歓迎” 信濃毎日新聞 (信濃毎日新聞社). (2014年12月8日)